# Petrinya
Petrinya (horvátul: Petrinja, szerbül: Петриња) város és község Horvátországban, Sziszek-Monoszló megyében.

## Fekvése
Horvátország középső részén, Sziszektől légvonalban 9, közúton 16 km-re délnyugatra, Zágrábtól délkeletre, a Petrinjčica-patak és Kulpa folyó összefolyásánál fekszik.

## A község települései
A községhez közigazgatásilag 55 település tartozik. Ezek Begovići, Bijelnik, Blinja, Breszt (Petrinya), Cepeliš, Čuntić, Deanovići, Dodoši, Donja Bačuga, Donja Budičina, Donja Mlinoga, Donja Pastuša, Donje Mokrice, Dragotinci, Dumače, Glinska Poljana, Gora, Gornja Bačuga, Gornja Mlinoga, Gornja Pastuša, Gornje Mokrice, Graberje, Grabovac Banski, Hrastovica, Hrvatski Čuntić, Jabukovac, Jošavica, Klinac, Kraljevčani, Križ Hrastovački, Luščani, Mačkovo Selo, Mala Gorica, Međurače, Miočinovići, Mošćenica, Moštanica, Nebojan, Nova Drenčina, Novi Farkašić, Novo Selište, Pecki, Petkovac, Petrinya, Prnjavor Čuntićki, Sibić, Slana, Srednje Mokrice, Strašnik, Stražbenica, Taborište, Tremušnjak, Veliki Šušnjar, Vratečko és Župić.

## Története
A település neve valószínűleg a latin "petrus" szó elszlávosodott formájából származik, amely kősziklát jelent. Nevét valószínűleg onnan kapta, hogy a település környékén már a római uralom idején aktív kőbányászat folyt. Egy másik elmélet szerint az eredetileg a mai Jabukovac és Kraljevčani térségében feküdt római településnek a templomát szentelték Szent Péter tiszteletére és róla kapta a nevét. A régi Petrinya ugyanis nem a mai település helyén állt, hanem attól jó tíz kilométerre délre. Azon a helyen ahol a mai Petrinya található 1592-ig csak egy szép, termékeny mező volt, melyet keletről dombvidék, nyugatról pedig a Petrinjčica-patak határolt.
Petrinya nevének első írásos nyomai 1201-ben tűnnek fel, de ez az adat nagy valószínűséggel még nem a településre, hanem a Pertinjčica-patakra vonatkozik. 1240-ben viszont már ismert és sűrűn lakott település volt, melyet nem csak a helyiek laktak, hanem bevándorló hospesek, kézművesek és kereskedők is. Petrinyát név szerint először 1240-ben Kálmán herceg, szlavón bán adománylevele említi. Az oklevél sajnos nem maradt fenn eredeti formájában, így a pontos dátuma sem ismert, de a tatárok elől elmenekült IV. Béla visszatérve sem feledkezett meg elhunyt öccse adományairól és 1244-ben Verőcén megerősítette a kiváltságokat. A tatárok egyébként nem tudták elfoglalni a jól megerősített várost, így egyszerűen kikerülték azt. A település ebben az időben a mainál sokkal nagyobb területen feküdt, melyhez számos környékbeli település is tartozott. Lakói széleskörű kiváltságokat élveztek, saját elöljárókat, bírót választhattak, amennyiben pedig az ítélettel nem értettek egyet közvetlenül a királyhoz fordulhattak. Adót is a királynak fizettek, melyet éves átalány formájában állapítottak meg. A többi királyi városhoz hasonlóan saját címerrel és pecséttel rendelkeztek.

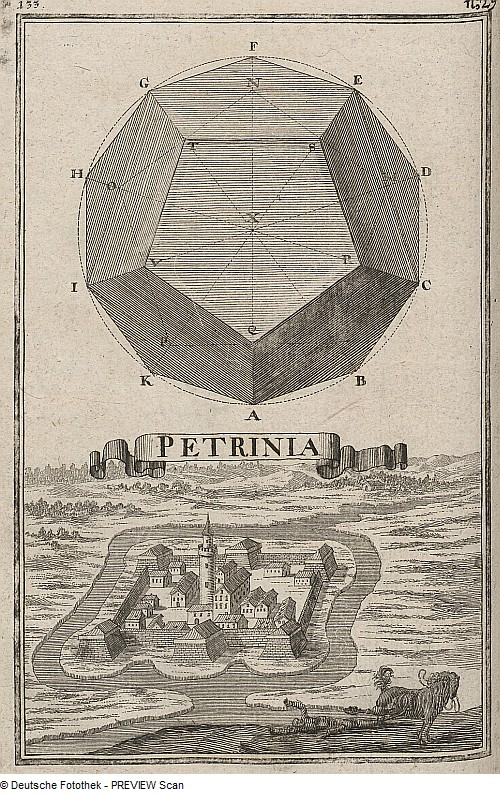
Petrinya várának látképe a 17. században

Petrinya szabad királyi városként elsőként kezdett harcot a zágrábi püspökséggel az egyházi tized megfizetése miatt. 1253-ban Fülöp zágrábi püspök hozzájárult, hogy a város természetben fizethesse meg adóját, 1255-ben pedig feloldotta a város lakóit az egyházi átok alól. A városnak emellett szabadságjogai tudatában számos vitás ügye volt a különböző hatalmasságokkal, melyek célja e jogok további kiterjesztése volt. IV. Béla ifjabb fia Béla herceg 1269-ben bekövetkezett halála után azonban a város úgy tűnik elveszítette kiváltságait, mert 1270-ben a püspökséggel folytatott békéltető tárgyalások során már nem említik szabad királyi városként. IV. László uralkodása idején pedig már fokozatosan szlavón hatalmasságok kezébe került. 1278-tól a Gisingovac családé, majd a Babonićoké, akik birtokaikat kiterjesztették a Gvozd-hegység és a Száva folyó közötti területre. A 14. században kezdetben a Babonićoknak adózott, majd a Zudaroké és a Frangepánoké, végül a Frangepánok adományaként a zágrábi káptalané lett. A 16. században eleinte a város gazdasága, különösen a mezőgazdaság fejlődött, de a török veszély egyre súlyosabban nehezedett rá. A vidék többszöri dúlása után 1531-ben a török el is foglalta Petrinyát, melynek erődítései súlyos károkat szenvedtek. Mivel a gyakori javítások és újjáépítés jelentős költségeket emésztettek fel a káptalan 1544-ben úgy határozott, hogy Sziszeken új várat épít és oda helyezi át az országrész védelmének a központját. A török háborúkban a középkori város így teljesen elpusztult olyannyira, hogy mára nyoma sem maradt.
A Petrinjčica-patak kulpai torkolatánál Hasszán boszniai pasa 1592-ben egy erős palánkvárat építtetett, amelyről a Habsburg kézen levő területeket fenyegette. A vár a korabeli források szerint a közeli Sziszek védőinek a szeme láttára igen gyorsan, alig három hét alatt épült fel. A fából és földből készített, négyzetes erősséget árkokkal, sáncokkal, saroktornyokkal, valamint a vár közepén emelt erős toronnyal védték. A vár körüli vizesárokba, a Petrinjčica-patak vizét vezették. Lényegében ez a török erődítmény tekinthető a mai Petrinya város első építményének, mely körül aztán a későbbi település kifejlődött. A pasa még ebben az évben innen indította meg Sziszek ostromát, mely kudarccal végződött. A tizenöt éves háború kitörése után a keresztény sereg már 1594-ben elfoglalta, de még ebben az évben visszavette a török. 1595-ben a keresztény erők szinte harc nélkül foglalták el. Ezután rögtön hozzáláttak kijavításához és a Kulpa szemközti bal partján nekifogtak egy új vár, a Huszárvár építésének is. A két várat egy híddal kötötték össze. 1596-ban Ahmed boszniai pasa 30 000 katonával ostrom alá vette a várat, de a mindössze 350 főnyi védősereg Draskovits János horvát bán vezetésével visszaverte a támadást. A petrinjai erődöt ezután többször is felújították. Idővel ennek északkeleti és déli oldalán egy spontán fejlődésű település kezdett kialakulni. A török veszély megszűnése miatt, a vár őrsége 1701-ben felhagyta az erődöt úgy, hogy mára se bal, se a jobb parti erődnek nyoma sem maradt.
1696-ban a szábor a bánt tette meg a Kulpa és az Una közötti határvédő erők parancsnokává, melyet hosszas huzavona után 1704-ben a bécsi udvar is elfogadott. Ezzel létrejött a Báni végvidék (horvátul Banovina), mely katonai határőrvidék része lett. 1745-ben megalakult a Petrinya központú második báni ezred, melynek fennhatósága alá ez a vidék is tartozott. 1753-ban Petrinya, mely addig püspöki birtok volt hivatalosan is átadásra került a katonai hatóságnak, megkezdődött a vár átépítése és a mellette fekvő település tervszerű kialakítása. Az első házak felépítése után csakhamar már ötszáz ház állt itt, melyekben katolikus családok laktak. 1765-ben megalapították a katolikus plébániát is. Katonai központként saját pecséttel és magisztrátussal rendelkezett, mely három évente választott elöljárót a katonai tisztségviselők közül. Mária Teréziától vásártartási jogot kapott évente négy vásár megtartására. Ez idő tájt kezdett működni a posta, a gyógyszertár és a kórház is. 1780-ban megkezdődött a plébániatemplom építése, melyet a következő évben Szent Lőrinc tiszteletére szenteltek fel. 1809-től 1813 francia megszállás alatt volt, amely idő alatt a Petrinyából fontos kereskedelmi központ lett. Rövid francia megszállás után 1814-től a város fejlődésének új korszaka kezdődött el. Az 1820-as évektől Petrinya a Báni végvidék erdészeti központja lett. Az 1830-as évektől bontakozott ki az illír mozgalom, melynek legjelentősebb képviselői a városban Mojsija Baltića, Đuro Drašković, Ivan Trnski, Đuro Jelačić, Stjepan Pejaković, Josip Kajetan Knežić, valamint Mihalj és Ivan Miličić testvérpár voltak. Nekik köszönhetően nyílhatott meg a városi zenede, az olvasókör és más kulturális intézmények.
1848-ban a Báni végvidékkel együtt város lakói is csatlakoztak a magyarellenes fegyveres harchoz. 1871-ben a város elveszítette a katonai közigazgatás idején élvezett szabadságjogait és Horvátország része lett. Ezt követően 1883-tól egészen a trianoni békeszerződésig Zágráb vármegye Petrinyai járásának volt a székhelye. A megye egyik fontos közigazgatási, kulturális és gazdasági központja lett. Közigazgatási intézményeit átalakították és az iskolában a német nyelv helyett a horvátot kezdték oktatni. Gazdasági és politikai szervezetek alakultak, szegényház, csatornahálózat, elektromos hálózat létesült. 1902-ben új vasúti híd épült a Petrinjčica patakon és megindult a vasúti forgalom. Megkezdődött a patak szabályozása, bővült az elektromos hálózat, a víz- és csatornahálózat, járdák épültek, megkezdte működését az első horvátországi húsüzem. 1918-ban az új szerb-horvát-szlovén állam, majd 1929-ben Jugoszlávia része lett. A 20. század 30-as éveire a városnak a közigazgatási és igazságügyi intézményein kívül kórháza, rendelőintézete, szegényháza, egy római katolikus és egy pravoszláv plébániatemploma, egy pravoszláv és három katolikus kápolnája, reálgimnáziuma, tanítóképzője, gazdasági iskolája, 19 különféle egyesülete, 4 pénzintézete, húsüzeme, gőzfűrész telepe, két szállodája, három kávéháza, mozija, közvilágítása, vízvezetéke, csatornahálózata, aszfaltozott és kövezett utcái voltak. 1937-ben megnyílt a városi múzeum.
A II. világháború idején 1941 és 1945 között a Független Horvát Állam része volt. 1942-ben a városban már ellátási nehézségek voltak, nem volt elég élelem. Jelentős antifasiszta mozgalom is működött itt, de a nemzeti felszabadító hadsereg 28. szlavóniai hadosztályának egységei csak 1945 elején vonultak be a városba. A háború után a béke időszaka köszöntött a településre. 1958-ban aszfaltozták a Sziszekre vezető főutat, új húsüzem épült, új vállalkozások alakultak. 1961-ben megalapították a pedagógiai akadémiát, elkezdődött az új iskola építése. 1978-ban a kultúrház épületéből kezdte meg sugárzását a helyi rádió, de zeneiskola, könyvtár és olvasóterem, nyelviskola, autósiskola is működött benne. 1980-ban megnyílt a Petrinjka áruház, 1984-ben felépült a városi piac. 1990 elején a demokrácia első csírájaként megalakultak a horvát politikai pártok helyi szervezetei. A nyugtalanság 1990. szeptember végén kezdődött és ez a bizonytalan időszak 1991 szeptember elejéig tartott, amikor a helyi laktanyából az első támadás érte a várost. A harcok szeptember 2-től 21-ig tartottak. A várost védő horvát erők helyzete 16-án fordult válságosra, amikor az újabb szerb támadás során 17 horvát védő esett el, majd 21-én a JNA és a szabadcsapatok együttes támadásában elfoglalták a várost, melynek nagy része leégett. A horvát lakosság, amely ekkor csak a lakosság 44,4%-át tette ki, elmenekült a városból. 1995-ig a Krajinai Szerb Köztársaság része volt. 1995. augusztus 6-án a Vihar hadművelettel foglalta vissza a horvát hadsereg. A szerb lakosság többsége elmenekült. A harcokban a város nagy károkat szenvedett. 2001-ben 23 413 fő lakta községet, ebből 82% horvát és 12% szerb nemzetiségűnek vallotta magát. 11 magyar nemzetiségű személy is lakott a községben. A városnak magának ugyanekkor 13 801 lakosa volt.
2020. december 28-án a Richter-skála szerinti 5,2 magnitúdójú földrengés rázta meg Petrinyát és környékét. A rengés epicentruma a várostól 50 km-re volt és hatással volt több másik környékbeli településre, így Sziszekre is. Másnap, december 29-én még erősebb rengés követte ezt, melynek ereje már 6,4 magnitúdó volt, így sokkal súlyosabb károkat okozott, főként a történelmi belvárosban, heten meghaltak. A földmozgásokat Magyarországon, Olaszországban, és Németországban is észlelték.

## Népesség
| A lakosság változása | A lakosság változása | A lakosság változása | A lakosság változása | A lakosság változása | A lakosság változása | A lakosság változása | A lakosság változása | A lakosság változása | A lakosság változása | A lakosság változása | A lakosság változása | A lakosság változása | A lakosság változása | A lakosság változása | A lakosság változása |
| -------------------- | -------------------- | -------------------- | -------------------- | -------------------- | -------------------- | -------------------- | -------------------- | -------------------- | -------------------- | -------------------- | -------------------- | -------------------- | -------------------- | -------------------- | -------------------- |
| 1857                 | 1869                 | 1880                 | 1890                 | 1900                 | 1910                 | 1921                 | 1931                 | 1948                 | 1953                 | 1961                 | 1971                 | 1981                 | 1991                 | 2001                 | 2011                 |
| 3222                 | 4002                 | 4478                 | 4691                 | 5379                 | 5486                 | 5541                 | 5536                 | 5221                 | 5858                 | 8065                 | 12 155               | 15 778               | 18 706               | 13 801               | 15 683               |

(1948 és 1961 között a szomszédos Češko Selo lakosságával együtt.)

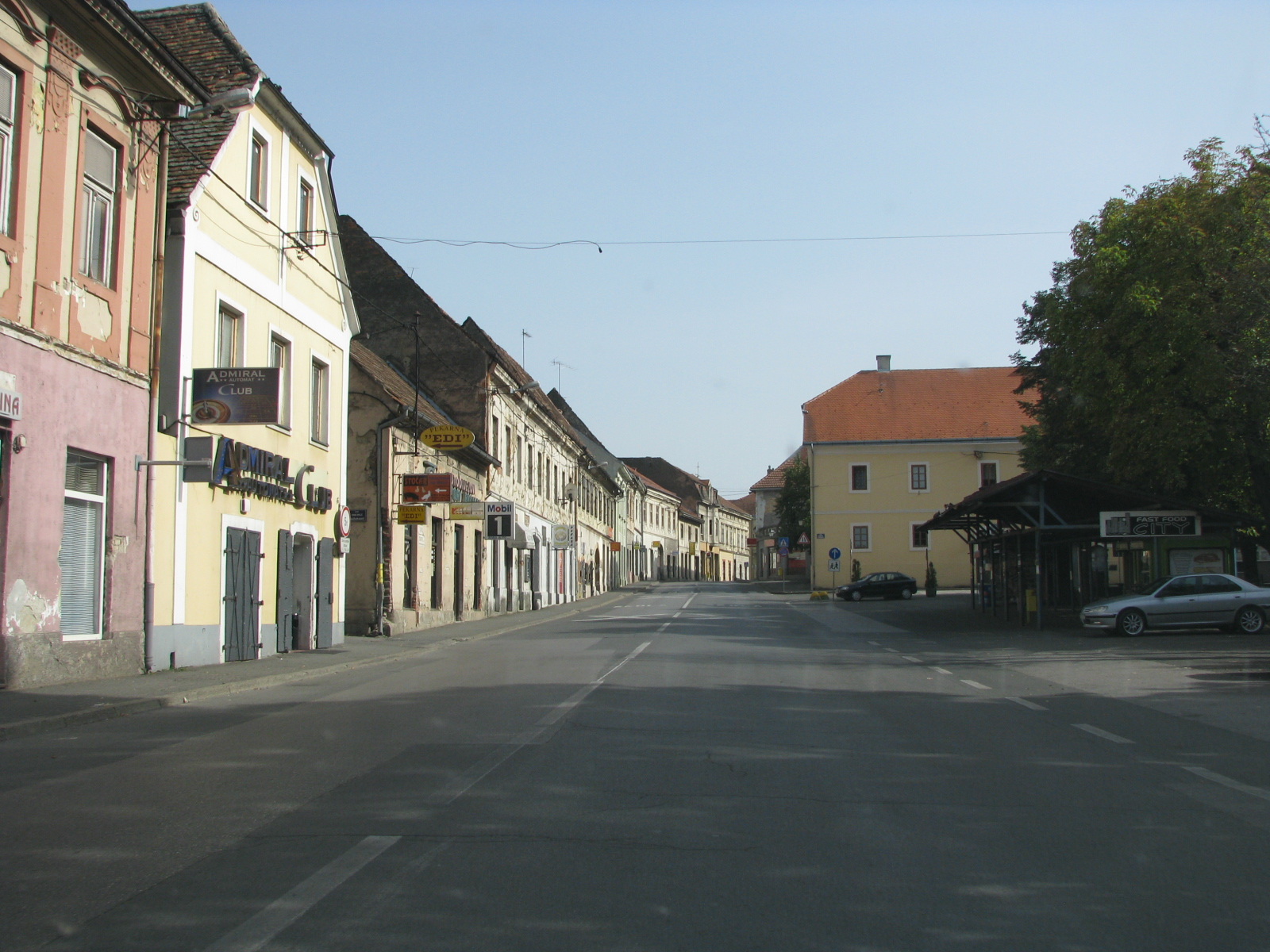
Belvárosi utcarészlet

## Nevezetességei
- A város római katolikus plébániatemploma,[8] melyet 1781-ben építettek késő barokk stílusban és Szent Lőrinc tiszteletére szenteltek fel. 1991-ben a várost elfoglaló szerbek a földig rombolták. A háború után az eredeti helyén és formájában építették újjá. A templom egyhajós barokk-klasszicista épület, félköríves végződésű, téglalap alakú szentéllyel. A főhomlokzatról kiemelkedő harangtornyot pilaszterek és profilozott párkányok díszítik. A főbejárat felett az építés éve látható. Belül falfestmények és értékes késő barokk-klasszicista berendezés található. A 18. századi orgonát 1913-ban egy kiváló minőségű Heferer hangszer váltotta fel. A barokk-klasszicista "gesamtkunstwerk" példájaként ezt a templomot a szakrális építészet kiemelkedő képviselőjének tekintik.
- Petrinya várát 1592-ben építtette Hasszán boszniai pasa. 1595-ben a keresztény erők tovább építették és a Kulpa túloldalán felépítették a Huszárvárat is. Később többször javították, de 1701-ben végleg elhagyták. Felszíni nyoma nem maradt. 1941-ben egy ásatás során megtalálták az eredeti vár alapfalait, számos kőgolyóval és szerszámmal együtt.
- A városközpont barokk házai és a városi park a katonai igazgatás idejében épültek. A park a város üde színfoltja fáival, bokraival és virágaival. Híres fája az illír hárs, melyet a hagyomány szerint még Napóleon katonái ültettek. A meteorológiai oszlopot 1891-ben létesítették, 2001-ben felújították.
- A petrinjai városháza[9] egy szabadon álló, egyemeletes, téglalap alaprajzú épület, mely keleti homlokzatával néz az utcára. Az épület északi, régebbi része a 19. század első felében, a déli pedig a 19. század második felében épült. A földszinti a rizalitos mezőben autóbejáratok vannak kialakítva. Az első emeleti részen, a bejárat felett, öntöttvas korláttal ellátott, kőkonzolokon nyugvó erkélyek találhatók. Az épület téglából épült, de az alsó zónákban a tégla mellett kő is található. A tanács dísztermében a korabeli festmények nyomai a mai napig láthatók.
- A régi városháza a Strossmayer tér 20-as számú egyemeletes épület[10] téglalap alaprajzzal és egy kis udvari szárnnyal. Az utcai homlokzatokat egy egyszerű profilozott falkoszorú osztja földszinti és első emeleti zónára. Az épület kőből és téglából épült, homlokzatát simára vakolták. Az épület bejárata a földszinten található. A 18. század végén épült a város szükségleteinek megfelelően, ma lakóházként szolgál. Sarokházként építészeti és városképi jelentősége van.
- A Gaj utca 8. szám alatti egyemeletes ház[11] zárt, kontyolt nyeregtetővel rendelkezik. Eredetileg téglalap  alaprajzzal rendelkezett, amelyet az udvar felőli bővítés változtatott meg. Feltételezhető, hogy a 18. század végén épült, mert a barokk stílus minden eleme felfedezhető rajta. Az emeleti homlokzat gazdagabban díszített.
- A Gundulić utca és a Franjo Tuđman tér sarkán álló egyemeletes ház[12] főhomlokzata a térre irányul, és fontos szerepet játszik összképének kialakításában. A négyszögletes alaprajzú, nyeregtetős épület a 18. század második felében épült, tipikus térbeli elrendezéssel. A ház értékes példája a barokk lakóházépítésnek, mely nemcsak városi, hanem országos jelentőséggel is bír.
- A Franjo Tuđman tér 12. számú egyemeletes ház[13] a 19. század elején épült. Jelentős szerepe volt a város központi terének kialakulásában. Szabályos téglalap alaprajzú épület, melynek reprezentatív homlokzata a tér felé irányul. Stílusa barokk, de dekorációjában és a homlokzat tagolásában már a klasszicizmus elemei is megjelennek.
- A Szent Katalin-templom, a Szent Rókus-kápolna, a Szentháromság kápolna és a Petrinjčica-patak hídja melletti kápolna mind a délszláv háború során pusztult el.
- A pravoszláv temetőben álló Szent Miklós-templomot[14] a kapuzatába vésett évszám szerint 1798-ban építették késő barokk stílusban. A templom egyhajós, téglalap alakú apszissal rendelkezik. Csehsüvegboltozatú belső terét padló szintje tagolja, elválasztva a hajót a szentély terétől. A harangtorony a főhomlokzat középső részéből emelkedik ki. A szentélyben egy 18./19. századi ikonosztáz maradt fenn, amelyet a Szent Szpirodon-templomból helyeztek át.
- Védett épület a petrinjai gimnázium épülete,[15] mely a Gundulićeva utca 3. szám alatt található. Szimmetrikusan kialakított három épületszárnyú, kétemeletes, U alaprajzú épület. Az összes emelet térbeli elrendezése a három szárny külső kerületi falai mentén kialakított helyiségek során alapszik, és csak a fő szárnynak van folyosója az udvar felőli oldalon. A földszinten poroszboltozatok és az első emeleten síkmennyezetek találhatók. Neoreneszánsz épület, amelynek térbeli kialakítása a 19. században és a 20. század első felében létrehozott iskolaépületek sémáját követi. Kiemelkedik a frontális kialakítás minőségével, amelyben a klasszikus morfológiai elemek teljes repertoárját vonultatja fel.
- Ugyancsak védett az általános iskola Gundulićeva utca 3. szám alatti épülete.[16] Tágas négyemeletes ház, téglalap alakú udvarral a közepén. Az épület végleges alaprajzát a 20. század második felében kapta meg, amikor a háromszárnyú épülethez a keleti oldalon egy földszinti szárny is került, amelyen keresztül most be lehet jutni az iskola helyiségeibe. A hosszanti utcai homlokzat három mezőből áll, amelyek földszintje az első emelettől profilozott párkánnyal van elválasztva. A neogótikus jellegzetességekkel rendelkező, simán vakolt felületen készült profilozás a korai historizmus szellemében készült. Az épület a frontális és tágas kialakításban tükröződő építészeti érték mellett fontos városképi szerepet is betölt, mivel a város egyik legfontosabb utcájában áll, amely a főtérre vezet.
- A városon kívül egy dombon álló Szőlészeti és Gyümölcstermesztési Iskola elődjét, az egykori Gazdasági Testvériség iskoláját 1864-ben alapították.[17] Később Szőlészeti és Gyümölcsészeti Iskolává alakították át. Ez Horvátország egyik legrégebbi iskolája. Az épület téglából épült, melyet nemrég vakoltak és festettek. A négyszögletes alaprajzú épület egy központi szárnyból áll, amelyhez két oldalsó szárny csatlakozik. Az északi homlokzat egyszerűen és szimmetrikusan van kialakítva. A szobák belső elrendezése funkcionális és egyszerű, a belső tér részben megőrizte eredeti állapotát. Az iskola történelmi és kulturális-nevelési értékkel bír.
- Stjepan Radić emlékműve 1929-ben készült, Mila Vod horvát szobrászművésznő alkotása. A művésznő első közterületen álló műve. Az alkotást 1936-ban avatták fel. 1991 nyarán a szerbek ledöntötték és eltávolították, de a háború után a város közelében megtalálták és felújították. 2004. szeptember 3-án újra felavatták.
- Predrad Matanović ezredes és a felszabadító háború áldozatainak emlékműve.
- Petrinya közelében található Gora a templomos lovagok középkori központja.
- Középkori várak maradványai Čuntićon, Hrastovicán, Klinacon és Peckin.
- A község szakrális öröksége a bresti római katolikus kápolna, hrvatski čuntići barokk ferences templom és kolostor és a gorai ószláv stílusú középkori templom.

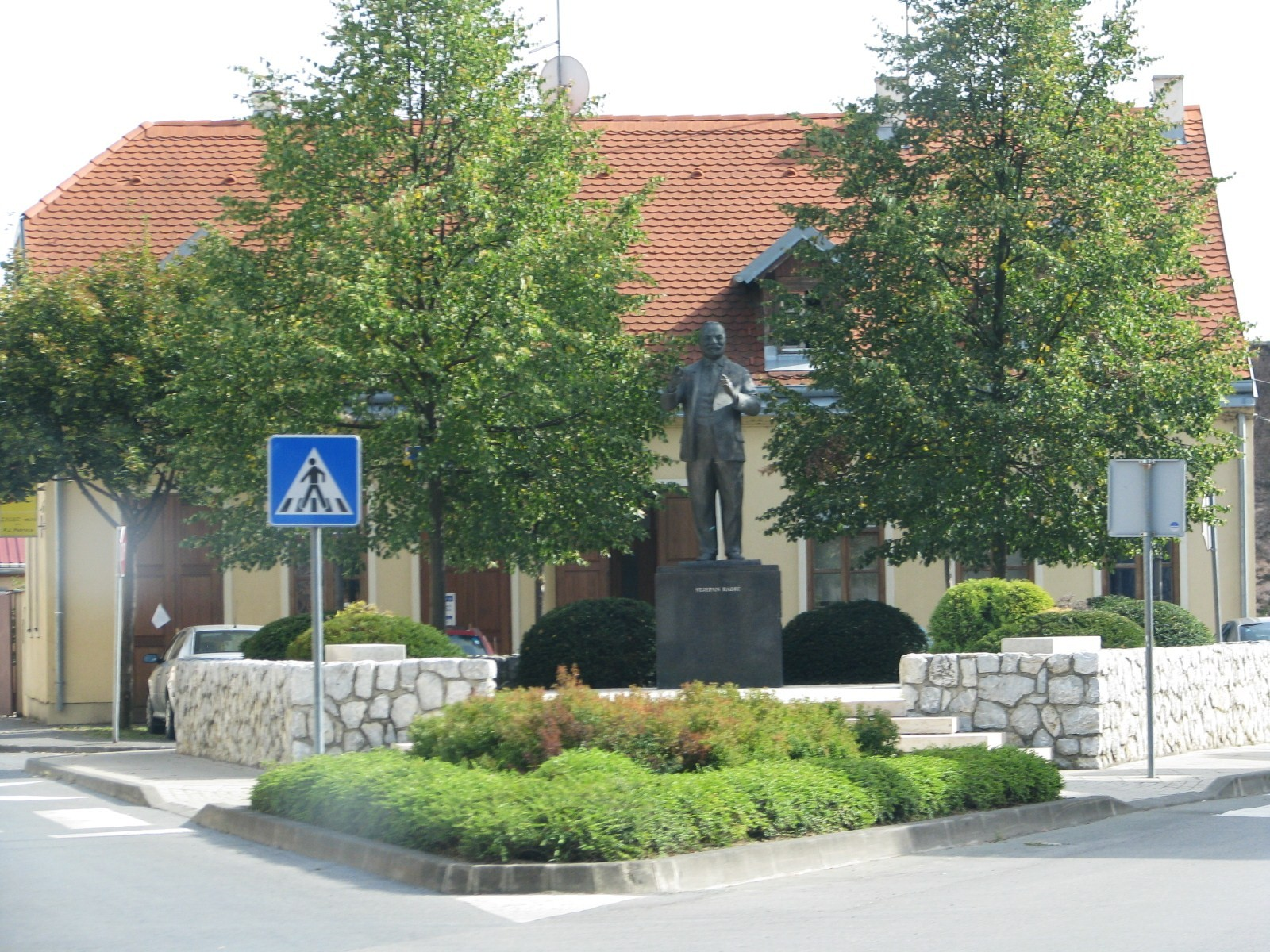
Stjepan Radić emlékműve

## Oktatás
Petrinyán három alapiskola működik. A város egyetlen középiskolájában gimnáziumi, állattenyésztési, élelmiszeripari, növénytermesztési, húsipari és virágkötői szakképzés folyik. Az egyetlen felsőfokú intézmény a tanárképző főiskola.

## Kultúra
- A petrinyaiak különösen büszkék fúvós zenekarukra, mely már 1808 óta működik megszakítás nélkül. Még a délszláv háború idején is működött. Ma mintegy 40 tagja van. Keretében működik a városi Big Band, valamint a zeneiskola.
- 1937 és 1941 között a városnak múzeuma is volt.
- A Krsto Hegedušić galériában a híres művész emlékkiállítása tekinthető meg.
- A városban hagyományai vannak a horvát népi fazekasságnak.

## Sport
- A helyi sport legeredményesebb klubja a Gavrilović birkózó klub, mely már számos bajnokot adott Horvátország és Jugoszlávia sportjának. A klub ma is szép eredményeket ér el.
- A Petrinja motocross klub a Hrvatski Čuntićon fekvő Zelena Dolinán működik szintén szép eredményekkel. Testvérklubja a "Big Chief" motorosklub országúti motorozással foglalkozik.
- Petrinja vízilabdaklub
- KK Petrinja kosárlabdaklub
- NK Mladost Petrinja labdarúgóklub
- Petrinjčica teniszklub
- Petrinja asztaliteniszklub
- Sveti Lovro karateklub
- Kupa kajak-kenuklub
- Petrinja Budokai dzsúdóklub
- Petrinja kézilabdaklub
- Petrinja röplabdaklub
- Petrinja tornászklub
- Orca búvárklub
- Petrinja jégkorongklub
- Vrelo síklub

## Híres emberek
- Itt született 1786-ban Stevan Šupljikac katonatiszt, 1848-tól vezérőrnagyi rangban a császári hadsereg tábornoka, az 1848–1849 között fennálló Szerb Vajdaság első vajdája.
- Itt született 1851-ben Woinovich Emil gyalogsági tábornok, hadtörténész.
- Itt született 1857. december 31-én, (vagy január 1-jén) Oton Kučera természettudós, csillagász, egyetemi tanár, a technika és a tudomány legnagyobb horvát népszerűsítője, író, a Matica hrvatska elnöke, valamint számos középiskolai fizika tankönyv, valamint számos fizikai, csillagászati és elektromérnöki kiadvány szerzője.